# Terre des Hommes (revue)
Pour les articles homonymes, voir Terre des hommes (homonymie).
Terre des Hommes était une revue littéraire hebdomadaire française parue durant 23 numéros, après la Seconde Guerre mondiale. Le journal se veut le symbole d’une presse située à gauche mais indépendante et distincte du Parti communiste français, avec pour objectif  de fédérer les hommes et femmes issus de la Résistance qui s'intéressent à l'actualité internationale et aux arts et à la littérature.

## Histoire
Fondé  à la Libération par les résistants journalistes Claude Bourdet, Jacques Baumel et Pierre Herbart, l’hebdomadaire Terre des hommes, se choisit un titre qui constitue un hommage à Saint-Exupéry. Son premier sous titre est « Hebdomadaire d’information et de culture internationales ».
Le titre est imprimmé en « grand format ». Le grand reporter anticolonialiste Pierre Herbart en devient le rédacteur en chef et il a pour objectif éditorial de prendre position au niveau de la politique intérieure comme internationale mais aussi, en même temps, de couvrir toute l’actualité artistique. Les pages cultures sont très ouvertes sà la littérature américaine: Henry James, Herman Melville, Dos Passos, John Steinbeck et Gertrude Stein.
Le parrain du journal est l'écrivain André Gide, qui signe régulièrement des articles et écrit un « Avant-propos » pour le numéro 1, sorti le 29 septembre 1945. Le journal bénéficie aussi rapidement d'une une série de quatre articles du philosophe Raymond Aron qui exprime sa méfiance à l’égard du « vaincu » allemand, dont le réarmement sera bientôt débattu.
L'existence du journal s’achève par le numéro 23 daté du 2 mars 1946, en raison de la pénurie de papier : il avait besoin de à tirer à 60 000 exemplaires pour assurer son équilibre financier, mais n'a obtenu que la moitié, et Gaston Defferre, secrétaire d'Etat à l'Information, autorité de tutelle de la Société professionnelle des papiers de presse abaisse le tirage autorisé à 20000. La ligne politique aurait par souffert d'être « centrée sur un humanisme socialiste un peu vague et sachant mal transformer les idéaux de la Résistance en un salut pour l’avenir », selon Michel P. Schmitt, professeur de littérature française.